# Division I i ishockey 1977/1978
Division I i ishockey 1977/1978 var säsongens näst högsta division i ishockey i Sverige. Det var tredje säsongen efter serieomläggningen där Elitserien skapades och Division I blev andradivision. Divisionen var indelad i fyra regionala serier namngivna efter väderstrecken (norra, västra, östra och södra). Serierna hade 10 lag vardera och spelade i 27 omgångar (lagen möttes tre gånger) med undantag för den östra serien där det spelades 36 omgångar (lagen möttes fyra gånger). De fyra främsta lagen i varje serie gick vidare till playoff. Vinnarna av playoff gick vidare till Kvalserien till Elitserien. De två sista lagen i varje serie flyttades ner till Division II. Från Division II kvalade lagen för att ta dessa platser.

## Deltagande lag
Till denna säsong hade Örebro och Björklöven flyttats ner från Elitserien och Kågedalen, Ludvika, Mälarhöjden och Växjö flyttats upp från Division II. IFK Luleå hade till denna säsong gått samman med Luleå SK och bildat Groko Hockey. Östersunds IK hade tackat ner till spel i Division I vilket gjorde att Sundsvall fick sin plats tillbaka.
| Division I Norra |
| --- |
| BBK/Björns Groko Hockey IF Björklöven ▼ IFK Kiruna Kiruna AIF Kågedalens AIF ▲ Piteå IF Sundsvall/Tunadals IF Tegs SK Örnsköldsviks SK |

| Division I Västra                                                                                           |
| --- |
| Avesta BK Fagersta AIK Falu IF Grums IK Hofors IK KB Karlskoga Ludvika HC ▲ Malungs IF Mora IK Strömsbro IF |

| Division I Östra |
| --- |
| Almtuna IS Hammarby IF Huddinge IK Linköpings HC Mälarhöjden/Västertorp ▲ NSA-76 Surahammars IF Väsby IK Västerås IK Örebro IK ▼ |

| Division I Södra                                                                                                |
| --- |
| Boro/Landsbro IF Halmstads HK HV71 IFK Bäcken Karlskrona IK Malmö IF Nybro IF Tibro IK Tingsryds AIF Växjö HC ▲ |

## Grundserier

### Division I Norra
Favoritskapet i serien bars av Björklöven och de klarade det väl. Den första förlusten kom inte förrän i den trettonde omgången och när serien var slutspelad hade de vunnit den med fem poängs marginal. Andra- och tredjeplatsen togs av Kirunalagen och den fjärde och sista playoffplatsen togs av Bodenlaget BBK/Björns till förtret för Groko och Piteå som satsat hårt inför säsongen. I botten förlorade Örnsköldsvik 24 av 27 matcher. Sundsvall, ofta kallade Esste (S/T), hade räddats kvar i serien av att Östersund tackat nej till sin plats, men bara för att återigen hamna på nedflyttningsplats. De räddades dock kvar i serien ännu en gång efter att flera Division II-lag tackat nej till avancemang. Segrare i poängligan blev Rolf Älvero i IFK Kiruna för andra året i rad. Denna gång med 50 (18+32) poäng.
| Nr | Lag                   | S  | V  | O | F  | GM  | IM  | MS   | P  |
| -- | --------------------- | -- | -- | - | -- | --- | --- | ---- | -- |
| 1  | IF Björklöven         | 27 | 23 | 1 | 3  | 192 | 68  | +124 | 47 |
| 2  | IFK Kiruna            | 27 | 20 | 2 | 5  | 156 | 78  | +78  | 42 |
| 3  | Kiruna AIF            | 27 | 18 | 1 | 8  | 154 | 79  | +75  | 37 |
| 4  | BBK/Björns            | 27 | 15 | 0 | 12 | 122 | 118 | +4   | 30 |
| 5  | Groko Hockey          | 27 | 13 | 2 | 12 | 136 | 134 | +2   | 28 |
| 6  | Piteå IF              | 27 | 10 | 3 | 14 | 109 | 146 | −37  | 23 |
| 7  | Tegs SK               | 27 | 10 | 1 | 16 | 113 | 126 | −13  | 21 |
| 8  | Kågedalens AIF        | 27 | 9  | 1 | 17 | 102 | 161 | −59  | 19 |
| 9  | Sundsvall/Tunadals IF | 27 | 8  | 2 | 17 | 111 | 146 | −35  | 18 |
| 10 | Örnsköldsviks SK      | 27 | 2  | 1 | 24 | 64  | 203 | −139 | 5  |

### Division I Västra
Den västra serien toppades för tredje året i rad av duon Karlskoga och Mora. De båda lagen skiljde ut sig från mängden och redan efter halva serien stod det klart att de skulle gå till playoff. De andra två platserna till playoff togs av Strömsbro och Fagersta strax före Malung. I botten var Avesta tidigt avhängt, medan Falun och Hofors stred om att undvika den andra nedflyttningsplatsen. Hofors förlorade den striden och återfanns därför i Division II nästkommande säsong. Poängligan vanns av Moras Hasse Hansson med 63 (29+34) poäng. Det var andra året i rad han vann.
| Nr | Lag          | S  | V  | O | F  | GM  | IM  | MS   | P  |
| -- | ------------ | -- | -- | - | -- | --- | --- | ---- | -- |
| 1  | Mora IK      | 27 | 24 | 1 | 2  | 216 | 73  | +143 | 49 |
| 2  | KB Karlskoga | 27 | 21 | 2 | 4  | 160 | 76  | +84  | 44 |
| 3  | Strömsbro IF | 27 | 13 | 5 | 9  | 126 | 134 | −8   | 31 |
| 4  | Fagersta AIK | 27 | 13 | 4 | 10 | 128 | 124 | +4   | 30 |
| 5  | Malungs IF   | 27 | 13 | 2 | 12 | 100 | 116 | −16  | 28 |
| 6  | Grums IK     | 27 | 10 | 2 | 15 | 107 | 118 | −11  | 22 |
| 7  | Ludvika HC   | 27 | 9  | 4 | 14 | 93  | 105 | −12  | 22 |
| 8  | Falu IF      | 27 | 8  | 4 | 15 | 108 | 160 | −52  | 20 |
| 9  | Hofors IK    | 27 | 7  | 2 | 18 | 87  | 143 | −56  | 16 |
| 10 | Avesta BK    | 27 | 3  | 2 | 22 | 94  | 170 | −76  | 8  |

### Division I Östra
Östra serien sågs denna säsong som den bästa av de fyra Division I-serierna. Två lag gick till kvalserien och ett som flyttades upp till Elitserien. Till skillnad från de andra serierna möttes lagen i östra fyra gånger vilket totalt gav 36 omgångar. Det stod tidigt klart att Örebro var det bästa laget. Endast två förluster på hela säsongen och 13 poäng ner till tvåan Huddinge talade sitt tydliga språk. Andraplatsen stod mellan Huddinge och Hammarby, men Hammarby förlorade mot Örebro i sista omgången och då passade Huddinge på att passera dem i tabellen genom att slå Linköping. Den fjärde playoffplatsen gick till Väsby vilket överraskade då de var nära att åka ur serien ett år tidigare. Laget hade fått en ny ishall och en ny tränare vilket bidrog till det positiva resultatet. Nedflyttningsplatserna gick till Mälarhöjden och Surahammar som nästkommande säsong fick spela i Division II. Örebros Rolf Ericsson vann poängliga med 70 (42+25) poäng.
| Nr | Lag                       | S  | V  | O | F  | GM  | IM  | MS   | P  |
| -- | ------------------------- | -- | -- | - | -- | --- | --- | ---- | -- |
| 1  | Örebro IK                 | 36 | 29 | 5 | 2  | 244 | 95  | +149 | 63 |
| 2  | Huddinge IK               | 36 | 21 | 8 | 7  | 167 | 92  | +75  | 50 |
| 3  | Hammarby IF               | 36 | 22 | 6 | 8  | 156 | 106 | +50  | 50 |
| 4  | Väsby IK                  | 36 | 16 | 7 | 13 | 170 | 160 | +10  | 39 |
| 5  | Almtuna IS                | 36 | 15 | 4 | 17 | 147 | 159 | −12  | 34 |
| 6  | NSA-76                    | 36 | 11 | 6 | 19 | 100 | 135 | −35  | 28 |
| 7  | Västerås IK               | 36 | 12 | 3 | 21 | 116 | 141 | −25  | 27 |
| 8  | Linköpings HC             | 36 | 11 | 4 | 21 | 110 | 154 | −44  | 26 |
| 9  | Mälarhöjden/Västertorp IK | 36 | 10 | 4 | 22 | 117 | 175 | −58  | 24 |
| 10 | Surahammars IF            | 36 | 8  | 3 | 25 | 126 | 236 | −110 | 19 |

### Division I Södra
Tingsryd var serien bästa lag. Dominerande spelare var Anders Rapp, Lars-Ingvar Gustafsson och Börje Määtää. Svårast hade man för Nybro som vann två av tre möten i serien. Nybro hade fått hem sin landslagsstjärna Björn "Böna" Johansson vilket lyfte klubben till playoffplats. Tillsammans med Göran Wittenberg, Åke Elgström och Kent Johansson höll han rent framför Nybros mål vilket resulterade i endast 74 baklängesmål och en tredjeplats. Serietvåan var ytterligare ett Smålandslag nämligen HV71 från Jönköping. I laget spelade bl.a. Bengt Kinell som vann seriens poängliga för andra året i rad. Denna gång med 41 (22+19) poäng. Den fjärde och sista platsen till playoff gick till Göteborgslaget Bäcken. Någon hård kamp blev det aldrig och Bäcken slutade sex poäng före närmsta utmanaren Boro/Landsbro. Nedflyttningsplatserna var också klara tidigt. Tibro hade nio poäng upp till Karlskrona och Växjö hade i sin tur ytterligare tre poäng.
| Nr | Lag              | S  | V  | O | F  | GM  | IM  | MS  | P  |
| -- | ---------------- | -- | -- | - | -- | --- | --- | --- | -- |
| 1  | Tingsryds AIF    | 27 | 22 | 0 | 5  | 171 | 91  | +80 | 44 |
| 2  | HV71             | 27 | 19 | 2 | 6  | 162 | 91  | +71 | 40 |
| 3  | Nybro IF         | 27 | 16 | 4 | 7  | 128 | 74  | +54 | 36 |
| 4  | IFK Bäcken       | 27 | 15 | 3 | 9  | 124 | 114 | +10 | 33 |
| 5  | Boro/Landsbro IF | 27 | 12 | 3 | 12 | 117 | 146 | −29 | 27 |
| 6  | Halmstads HK     | 27 | 10 | 5 | 12 | 107 | 116 | −9  | 25 |
| 7  | Malmö IF         | 27 | 11 | 1 | 15 | 103 | 116 | −13 | 23 |
| 8  | Karlskrona IK    | 27 | 10 | 1 | 16 | 108 | 117 | −9  | 21 |
| 9  | Tibro IK         | 27 | 4  | 4 | 19 | 91  | 179 | −88 | 12 |
| 10 | Växjö HC         | 27 | 3  | 3 | 21 | 70  | 137 | −67 | 9  |

## Playoff
De fyra främsta lagen från varje serie gick vidare till playoff som avgjordes genom ett cupspel där totalt fyra lag gick vidare till kvalserien. Lagen möttes i två matcher, en borta och en hemma, för att avgöra vem som gick vidare. Oavgjorda matcher avgjordes med sudden death. Om lagen vann en match vardera spelades en tredje match för att avgöra vem som gick vidare.

### Grupp Norra/Västra
|  | Playoff 1     | Playoff 1     | Playoff 1    | Playoff 1 |               |               | Playoff 2 | Playoff 2 | Playoff 2 | Playoff 2 |  |  |  |  |  |  |
|  |               |               |              |           |               |               |           |           |           |           |  |  |  |  |  |  |
|  | 0             |               |              |           |               |               |           |           |           |           |  |  |  |  |  |  |
|  |               |               |              |           |               |               |           |           |           |           |  |  |  |  |  |  |
|  | IF Björklöven | IF Björklöven | 7            | 2         |               |               |           |           |           |           |  |  |  |  |  |  |
|  | IF Björklöven | IF Björklöven | 7            | 2         | 0             |               |           |           |           |           |  |  |  |  |  |  |
|  | Strömsbro IF  | Strömsbro IF  | 2            | 1         |               |               |           |           |           |           |  |  |  |  |  |  |
|  | Strömsbro IF  | Strömsbro IF  | 2            | 1         | IF Björklöven | IF Björklöven | 11        | 5         |           |           |  |  |  |  |  |  |
|  | 0             |               |              |           | IF Björklöven | IF Björklöven | 11        | 5         |           |           |  |  |  |  |  |  |
|  |               | KB Karlskoga  | KB Karlskoga | 3         | 4             |               |           |           |           |           |  |  |  |  |  |  |
|  | KB Karlskoga  | KB Karlskoga  | KB Karlskoga | 3         | 4             | 7             | 5         |           |           |           |  |  |  |  |  |  |
|  | KB Karlskoga  | KB Karlskoga  |              |           |               |               | 5         |           |           |           |  |  |  |  |  |  |
|  | BBK/Björns    | BBK/Björns    | 3            | 0         |               |               |           |           |           |           |  |  |  |  |  |  |
|  | BBK/Björns    | BBK/Björns    | 3            | 0         |               |               |           |           |           |           |  |  |  |  |  |  |
|  | 0             |               |              |           |               |               |           |           |           |           |  |  |  |  |  |  |
|  |               |               |              |           |               |               |           |           |           |           |  |  |  |  |  |  |
|  | IFK Kiruna    | 3             | 3            | 5         |               |               |           |           |           |           |  |  |  |  |  |  |
|  | IFK Kiruna    | 3             | 3            | 5         | 0             |               |           |           |           |           |  |  |  |  |  |  |
|  | Fagersta AIK  | 0             | 4            | 1         |               |               |           |           |           |           |  |  |  |  |  |  |
|  | Fagersta AIK  | 0             | 4            | 1         | IFK Kiruna    | IFK Kiruna    | 6         | 5         |           |           |  |  |  |  |  |  |
|  | 0             |               |              |           | IFK Kiruna    | IFK Kiruna    | 6         | 5         |           |           |  |  |  |  |  |  |
|  |               | Mora IK       | Mora IK      | 5         | 3             |               |           |           |           |           |  |  |  |  |  |  |
|  | Mora IK       | Mora IK       | Mora IK      | 5         | 3             | 5             | 10        |           |           |           |  |  |  |  |  |  |
|  | Mora IK       | Mora IK       |              |           |               |               | 10        |           |           |           |  |  |  |  |  |  |
|  | Kiruna AIF    | Kiruna AIF    | 2            | 0         |               |               |           |           |           |           |  |  |  |  |  |  |
|  | Kiruna AIF    | Kiruna AIF    | 2            | 0         |               |               |           |           |           |           |  |  |  |  |  |  |

Björklöven och IFK Kiruna vidare till Kvalserien.

### Grupp Östra/Södra
|  | Playoff 1     | Playoff 1     | Playoff 1     | Playoff 1 |             |             | Playoff 2 | Playoff 2 | Playoff 2 | Playoff 2 |  |  |  |  |  |  |
|  |               |               |               |           |             |             |           |           |           |           |  |  |  |  |  |  |
|  | 0             |               |               |           |             |             |           |           |           |           |  |  |  |  |  |  |
|  |               |               |               |           |             |             |           |           |           |           |  |  |  |  |  |  |
|  | Örebro IK     | 7             | 3             | 5         |             |             |           |           |           |           |  |  |  |  |  |  |
|  | Örebro IK     | 7             | 3             | 5         | 0           |             |           |           |           |           |  |  |  |  |  |  |
|  | Nybro IF      | 0             | 6             | 1         |             |             |           |           |           |           |  |  |  |  |  |  |
|  | Nybro IF      | 0             | 6             | 1         | Örebro IK   | 3           | 2         | 4         |           |           |  |  |  |  |  |  |
|  | 0             |               |               |           | Örebro IK   | 3           | 2         | 4         |           |           |  |  |  |  |  |  |
|  |               | Hammarby IF   | 5             | 0         | 3           |             |           |           |           |           |  |  |  |  |  |  |
|  | HV71          | Hammarby IF   | 5             | 0         | 3           | 4           | 4         | 3         |           |           |  |  |  |  |  |  |
|  | HV71          |               |               |           |             | 4           | 4         | 3         |           |           |  |  |  |  |  |  |
|  | Hammarby IF   | 8             | 1             | 6         |             |             |           |           |           |           |  |  |  |  |  |  |
|  | Hammarby IF   | 8             | 1             | 6         |             |             |           |           |           |           |  |  |  |  |  |  |
|  | 0             |               |               |           |             |             |           |           |           |           |  |  |  |  |  |  |
|  |               |               |               |           |             |             |           |           |           |           |  |  |  |  |  |  |
|  | Huddinge IK   | Huddinge IK   | 9             | 7         |             |             |           |           |           |           |  |  |  |  |  |  |
|  | Huddinge IK   | Huddinge IK   | 9             | 7         | 0           |             |           |           |           |           |  |  |  |  |  |  |
|  | IFK Bäcken    | IFK Bäcken    | 2             | 2         |             |             |           |           |           |           |  |  |  |  |  |  |
|  | IFK Bäcken    | IFK Bäcken    | 2             | 2         | Huddinge IK | Huddinge IK | 7         | 8         |           |           |  |  |  |  |  |  |
|  | 0             |               |               |           | Huddinge IK | Huddinge IK | 7         | 8         |           |           |  |  |  |  |  |  |
|  |               | Tingsryds AIF | Tingsryds AIF | 2         | 5           |             |           |           |           |           |  |  |  |  |  |  |
|  | Tingsryds AIF | Tingsryds AIF | Tingsryds AIF | 2         | 5           | 7           | 9         |           |           |           |  |  |  |  |  |  |
|  | Tingsryds AIF | Tingsryds AIF |               |           |             |             | 9         |           |           |           |  |  |  |  |  |  |
|  | Väsby IK      | Väsby IK      | 3             | 0         |             |             |           |           |           |           |  |  |  |  |  |  |
|  | Väsby IK      | Väsby IK      | 3             | 0         |             |             |           |           |           |           |  |  |  |  |  |  |

Örebro och Huddinge vidare till Kvalserien.

## Kval till Division I

### Norra
I norr spelades inte någon kvalserie. Norsjö IF som vunnit Division II Norra B och Nordingrå SK som vunnit Division II Norra C tackade nej till Division I. Medle SK  gick direkt till Division I utan kval.

### Västra
Serien vanns av IK Viking från Hagfors. Med sig till Division I fick de Borlängelaget Rommehed. Sista matchen Rommehed–Gävle GIK ställdes in då den inte kunde påverka tabellplaceringarna.
| Nr | Lag         | S | V | O | F | GM | IM | MS  | P |
| -- | ----------- | - | - | - | - | -- | -- | --- | - |
| 1  | IK Viking   | 6 | 3 | 2 | 1 | 30 | 13 | +17 | 8 |
| 2  | IK Rommehed | 5 | 3 | 1 | 1 | 22 | 11 | +11 | 7 |
| 3  | Gävle GIK   | 5 | 2 | 0 | 3 | 19 | 20 | −1  | 4 |
| 4  | Bollnäs IS  | 6 | 1 | 1 | 4 | 12 | 39 | −27 | 3 |

### Östra
Från den östra kvalserien gick Nynäshamn och Köpingslaget Westmannia upp. Nyköping missade uppflyttning för tredje året i rad.
| Nr | Lag           | S | V | O | F | GM | IM | MS  | P |
| -- | ------------- | - | - | - | - | -- | -- | --- | - |
| 1  | Nynäshamns IF | 6 | 4 | 0 | 2 | 30 | 18 | +12 | 8 |
| 2  | IK Westmannia | 6 | 4 | 0 | 2 | 32 | 21 | +11 | 8 |
| 3  | Norrtälje IK  | 6 | 2 | 0 | 4 | 17 | 27 | −10 | 4 |
| 4  | Nyköpings BIS | 6 | 2 | 0 | 4 | 22 | 35 | −13 | 4 |

### Södra
Troja hade gått igenom sin grundserie med en enda poängs förlust och 260–47 i målskillnad och var nu kvalserien största favorit. Trots det förlorade man mot Skövde med 4–3. Skövde och Troja blev ändå lagen som flyttades upp och marginalerna var goda. Sista matchen Mölndal–Troja ställdes in eftersom den var betydelselös.
| Nr | Lag         | S | V | O | F | GM | IM | MS  | P  |
| -- | ----------- | - | - | - | - | -- | -- | --- | -- |
| 1  | Skövde IK   | 6 | 5 | 0 | 1 | 28 | 18 | +10 | 10 |
| 2  | IF Troja    | 5 | 4 | 0 | 1 | 40 | 16 | +24 | 8  |
| 3  | Rögle BK    | 6 | 2 | 0 | 4 | 24 | 33 | −9  | 4  |
| 4  | Mölndals IF | 5 | 0 | 0 | 5 | 12 | 37 | −25 | 0  |